# Чернихів (Тернопільський район)
Че́рнихів — село в Україні, у Тернопільській міській громаді Тернопільського району Тернопільської області.
Розташоване на річці Серет, на півночі району.
Населення — 383 осіб (2019).
До 2018 — центр сільської ради. Від 2018 року ввійшло у склад Тернопільської міської громади.

## Герб
У лазуровому щиті срібний хрест, обтяжений трьома золотими колосками, середній вище, і супроводжуваний зверху червоними квітками із золотими серцевинами, покладеними в розімкнене знизу кільце.

## Історія
Поблизу села виявлено археологічні пам'ятки пізнього палеоліту, ранньої залізної доби та давньоруської культури.
Перша писемна згадка — 1213 року як Чернече на р. Серет. 8 квітня 1437 року село згадується в документах галицького суду як Czernichow.
25 травня 1908 р. в Чернихові відбулися сутички селян із жандармами, так звана Чернихівська трагедія (внаслідок стрільби жандармів у людей загинули 5, важко поранені 10 селян), про що видав однойменну книжку Дмитро Чернихівський.
Діяли філії українських товариств «Просвіта», «Луг», «Сокіл», «Союз українок», «Рідна школа» та інші.
1 серпня 1934 року в рамках реформи на підставі нового закону про самоуправління (23 березня 1933 року) увійшло до нової сільської гміни Янківці (Тернопільський повіт Тернопільського воєводства).
У березні 1946 р. внаслідок бою з радянськими спецслужбами загинуло 7 вояків УПА.
У 1952 р. під час бою поблизу Чернихова загинув голова Крайового проводу ОУН ОСУЗ Василь Бей.

## Пам'ятки

Пам'ятник Тарасові Шевченку

Є церква Різдва Пресвятої Богородиці (1782, кам.).
Споруджено пам'ятники воїнам-односельцям, полеглим у німецько-радянській війні (1965, на братській могилі, пам'ятник у вигляді обеліска), Тарасу Шевченку (1994), 2 пам'ятники на місці боїв вояків УПА та діячів ОУН (1997), насипано символічні могили жертвам 1-ї світової війни і Борцям за волю України (1990).
Пам'ятник Т. Шевченку
Щойновиявлена пам'ятка монументального мистецтва. Розташований біля будинку культури.
Встановлений 1994 р. Автор – В. Косовський.
Скульптура – карбована мідь, постамент – цегла, облицьована мармуровими плитками.
Скульптура – 3 м, постамент – 2,5 м.

## Соціальна сфера
Працюють ЗОШ 1-3 ступ., Будинок культури, бібліотека, ФАП, ПП «Світанок-2», СФГ «Агрос», торговельний заклад.

## Відомі люди

### Народилися
- Петро Білинський (1846—1916) — український священик, фольклорист, історик.
- Олег Герман (нар. 1948) — український письменник, науковець, громадський діяч.
- В. Карачок — народний поет.
- Григорій Кметь (1894—1941) — керівник церковного хору в Чернихові, дяк.
- В. Косовський — живописець, скульптор.
- Я. Косовський — педагог, письменник, етнограф.
- Роман Павлишин (1922—2019) — український архітектор, громадський діяч в Австралії.
- Любомир Сеник (1930—2021) — літературознавець, письменник.
- Ігор Хорош (нар. 1967) — український підприємець, флорист, селекціонер, квітникар.
- Олег Шаблій (1935—2016) — український вчений.

### Померли
- Бей Василь — крайовий провідник ОУН ОСУЗ, командир ВО-3 «Лисоня».
- Комар Іван — провідник Тернопільського окружного проводу ОУН, лицар Срібного та Бронзового хрестів заслуги УПА.
- Михайлишин Павло —  член референтури СБ ОУН Тернопільського надрайону/округи ОУН, лицар Бронзового Хреста Бойової Заслуги

### Працювавали, проживали
- о. Йосиф Грицай — український релігійний діяч, парох села в 1927—1940 роках.
- Керничний Данило — посол до Галицького сейму 2-го скликання в 1867—1869 роках.[8]
- Дмитро Чернихівський — український громадський діяч, історик, краєзнавець, літератор.

## Галерея

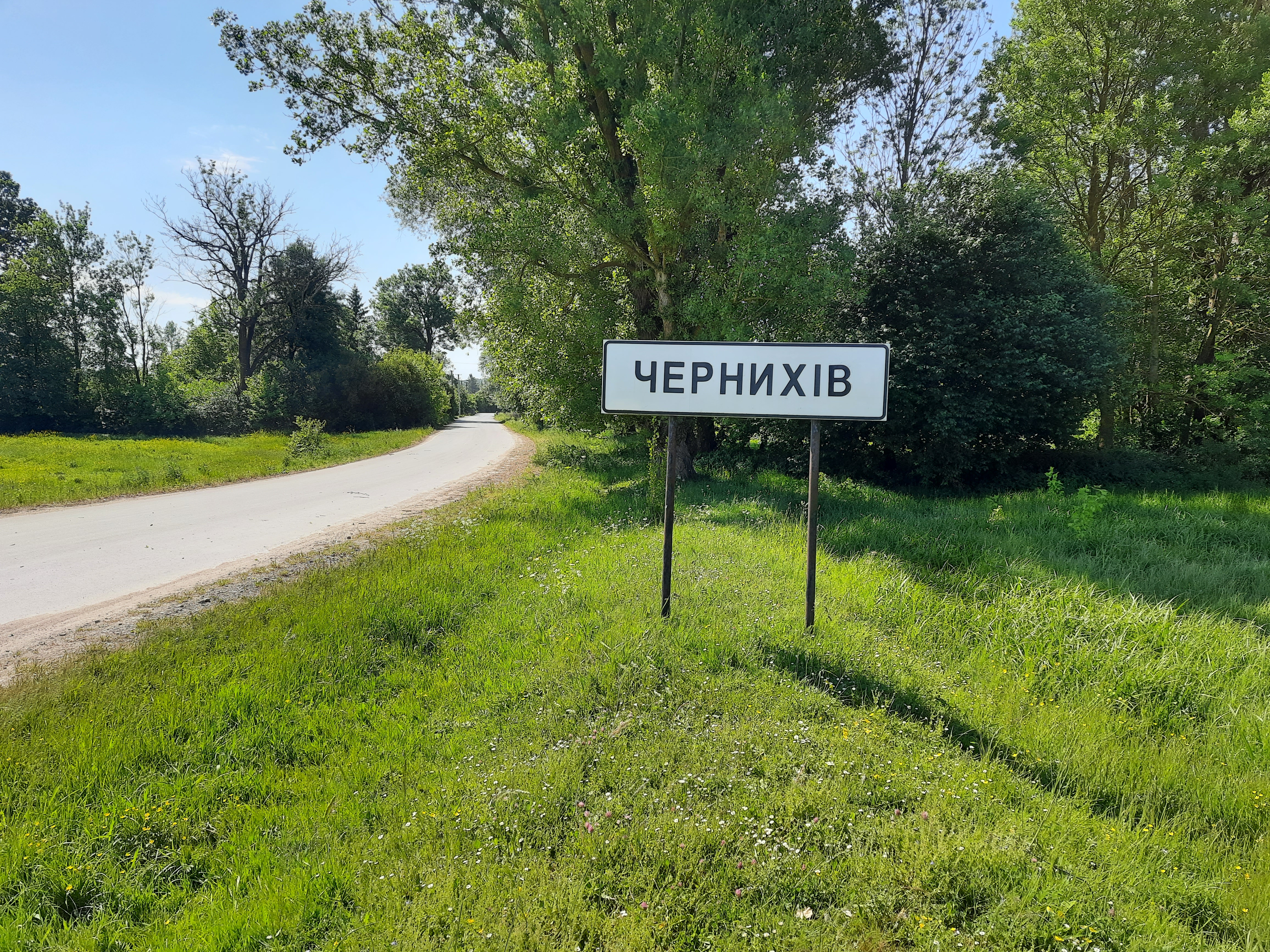
Дорожній знак при в'їзді в село
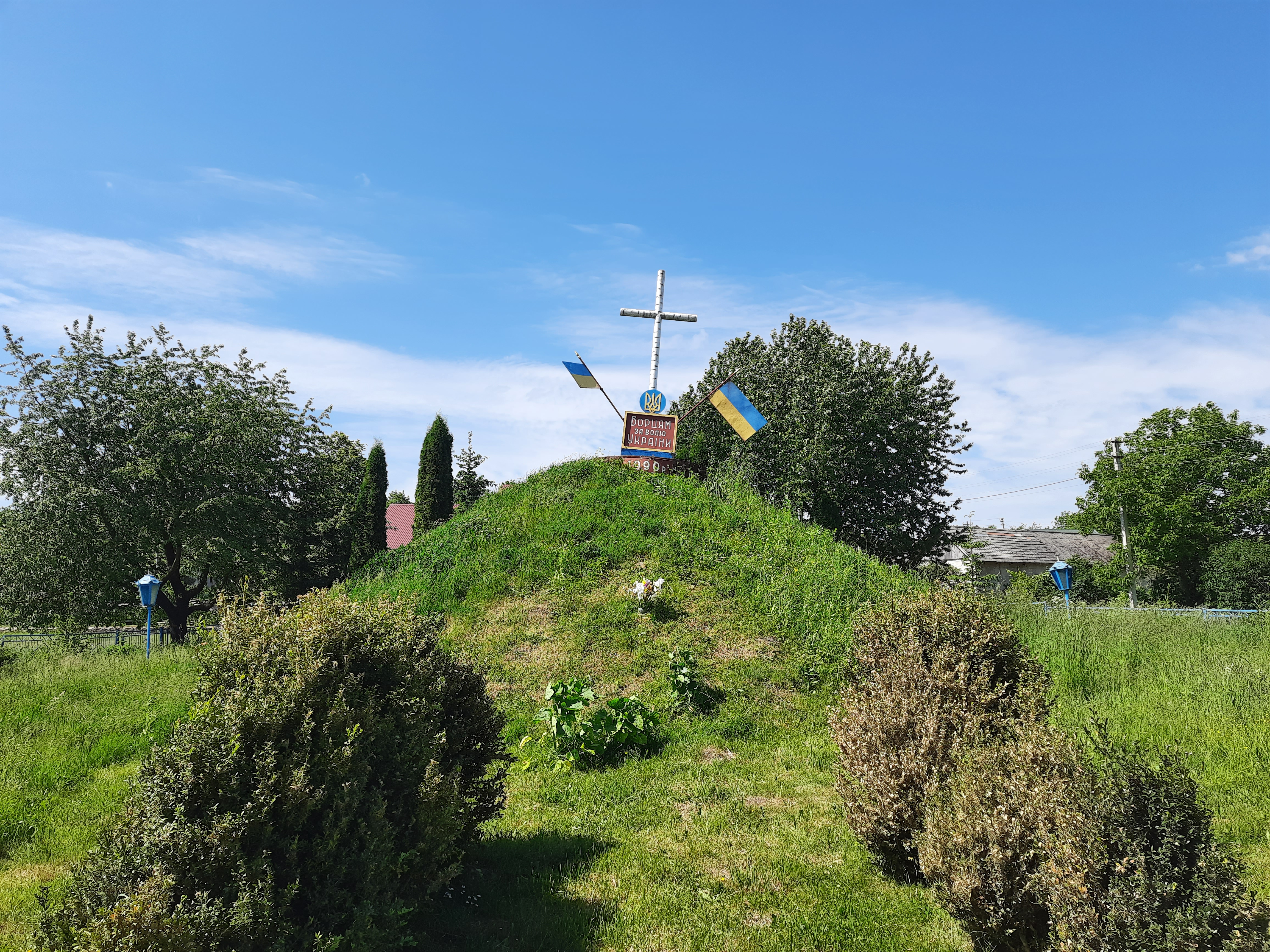
Пам'ятник (курган) «Борцям за волю України»
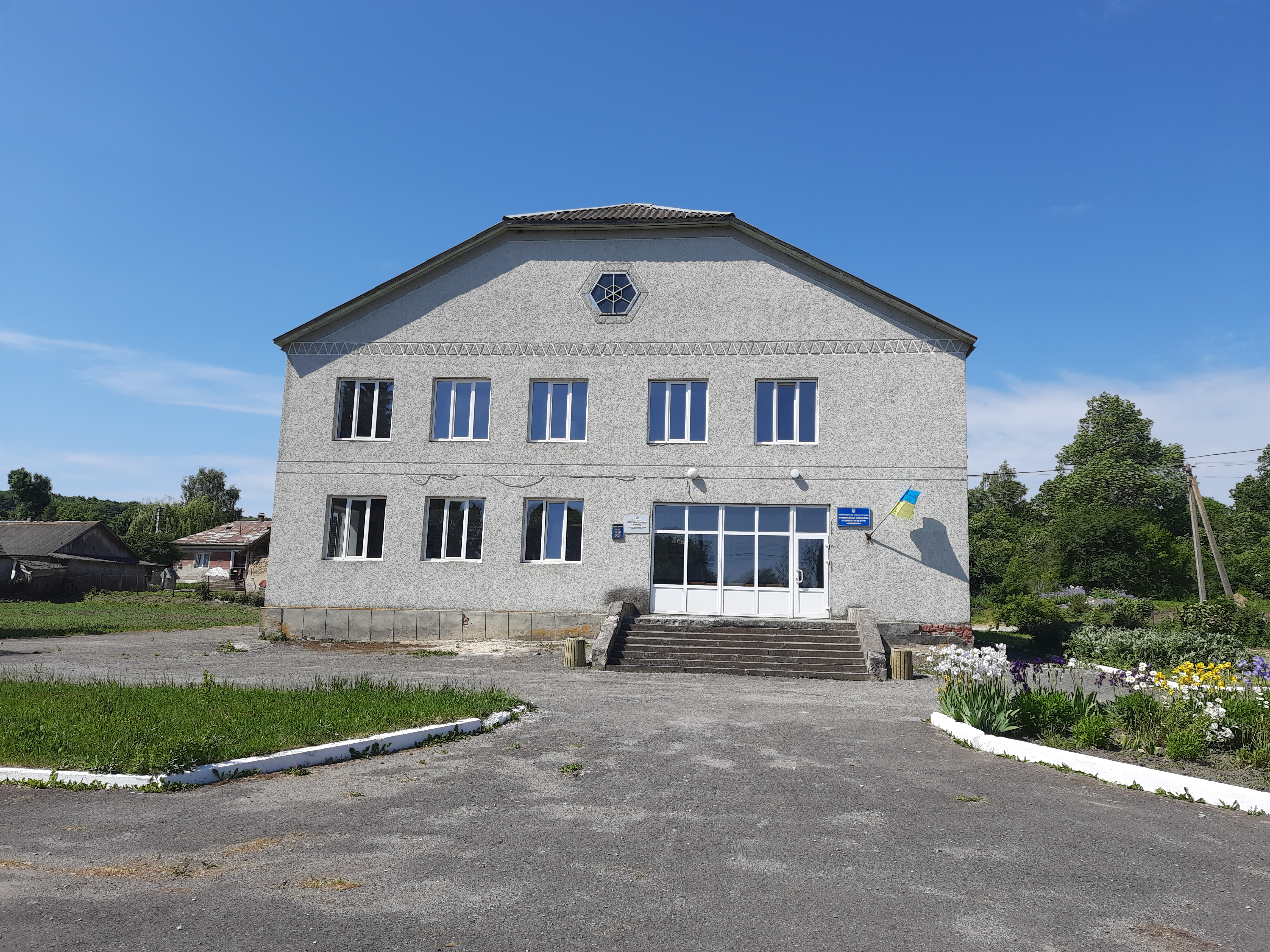
Будинок культури
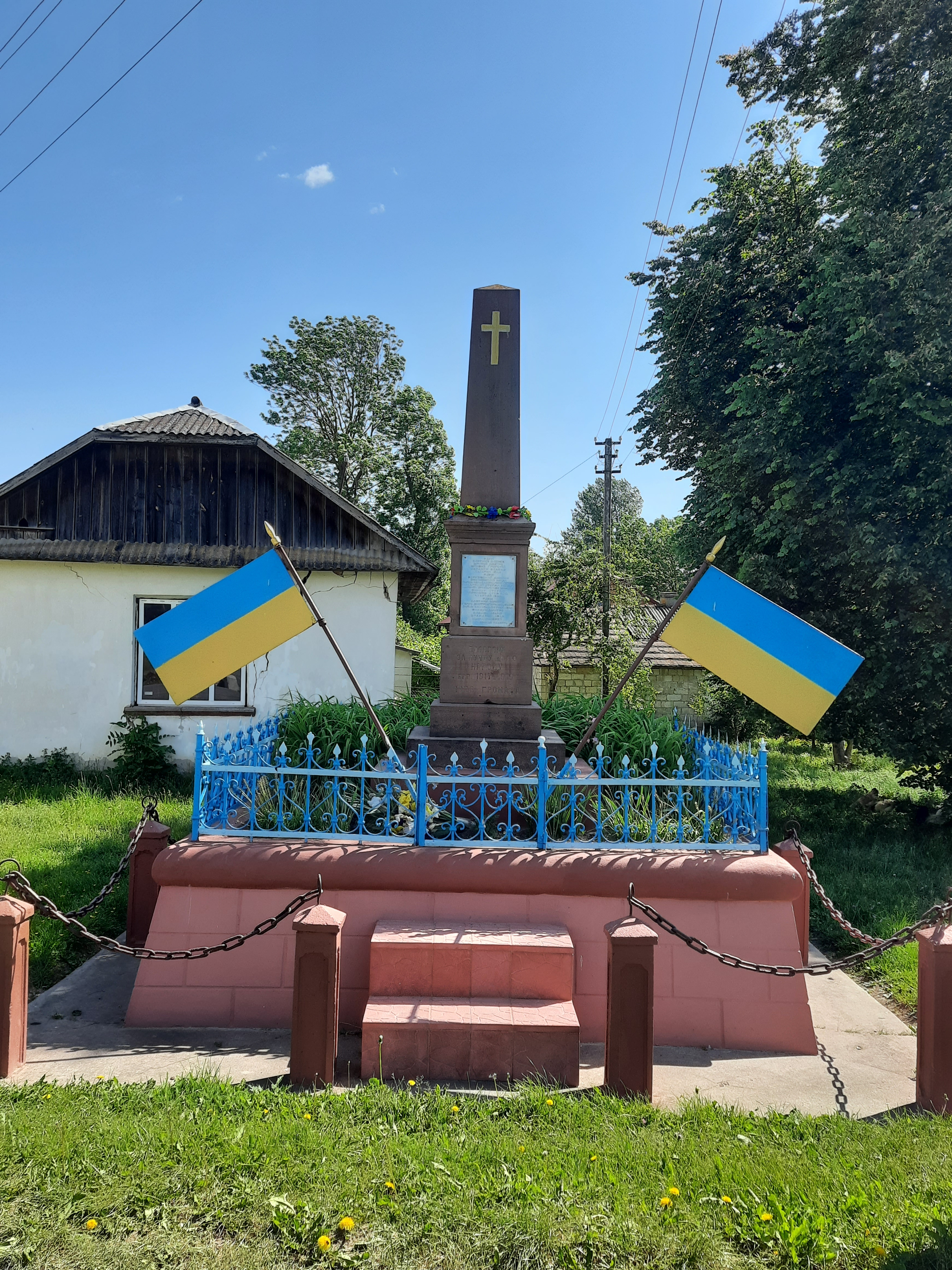
Пам'ятний знак Українським Січовим Стрільцям
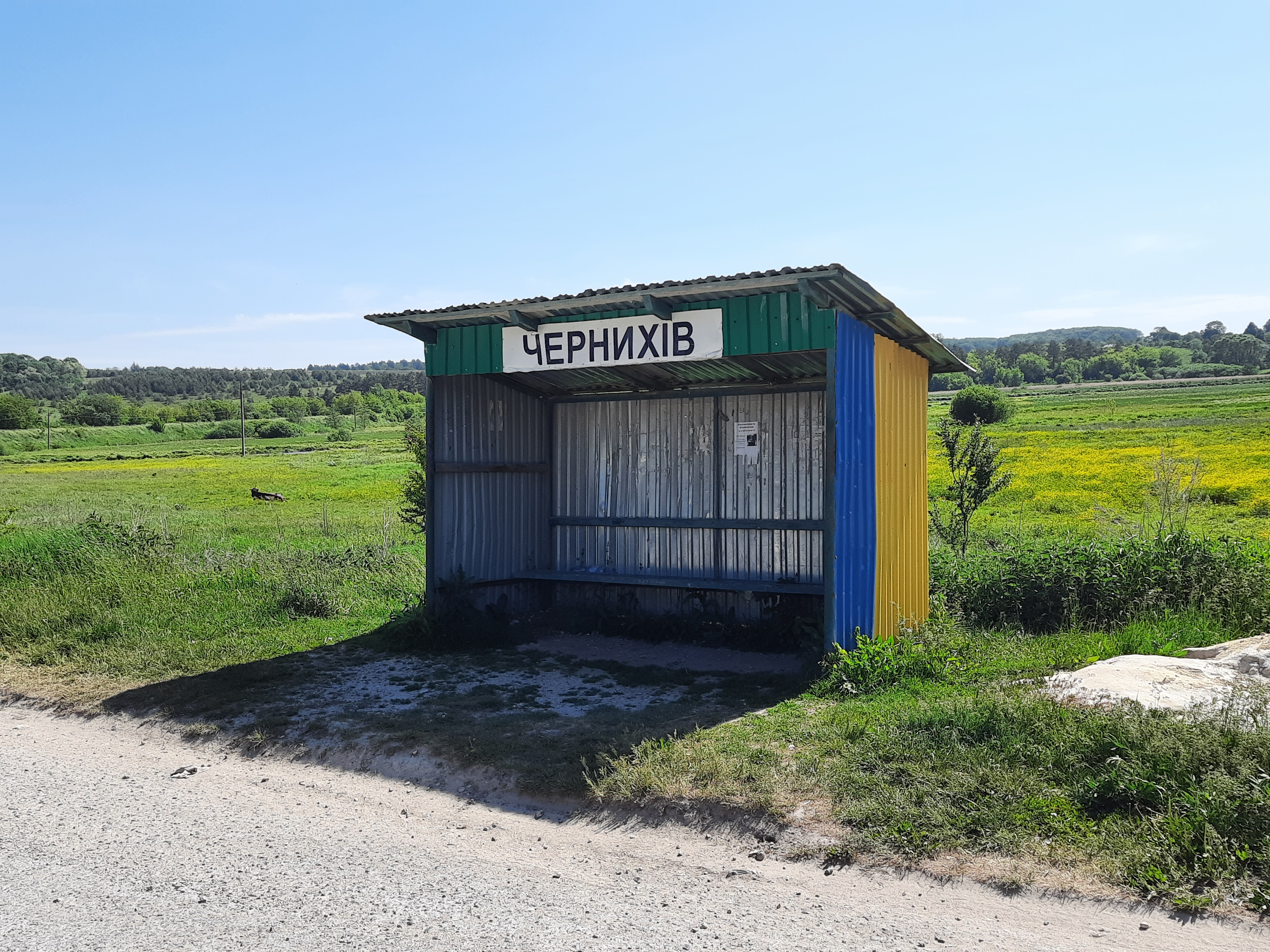
Автобусна зупинка